# Diadocidia ferruginosa
Diadocidia ferruginosa är en tvåvingeart som först beskrevs av Johann Wilhelm Meigen 1830.  Diadocidia ferruginosa ingår i släktet Diadocidia och familjen slemrörsmyggor. Arten är reproducerande i Sverige. Inga underarter finns listade i Catalogue of Life.